# شارل آنگران
شارل آنگران (انگلیسی: Charles Angrand؛ ۱۹ آوریل ۱۸۵۴ – ۱ آوریل ۱۹۲۶) یک نقاش اهل فرانسه بود. وی که یکی از نقاشان سبک نودریافتگری به شمار می‌رود، یکی از اعضای مهم گروه‌های پیشروی هنری پاریس در دهه‌های ۱۸۸۰ و ۱۸۹۰ بود

## نگارخانه

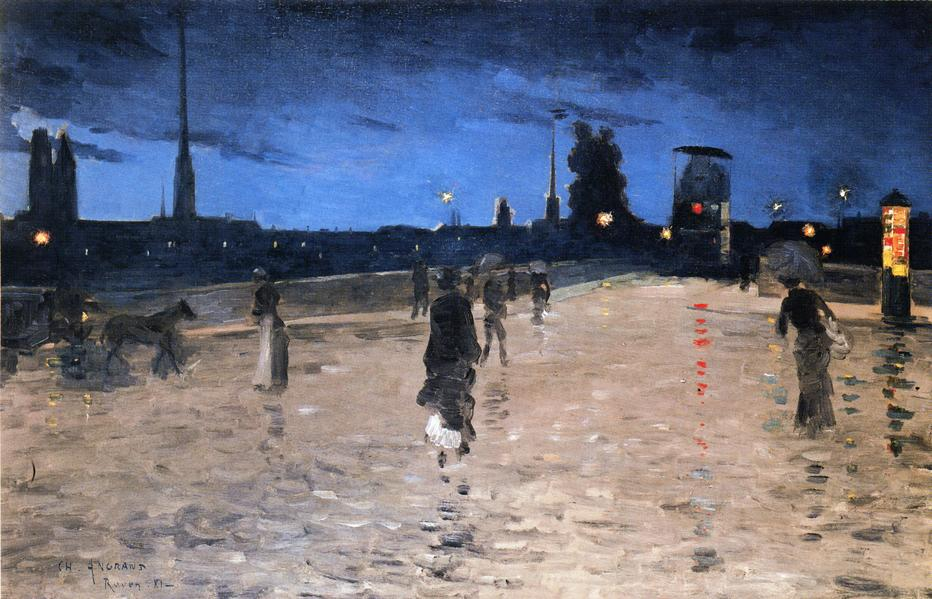
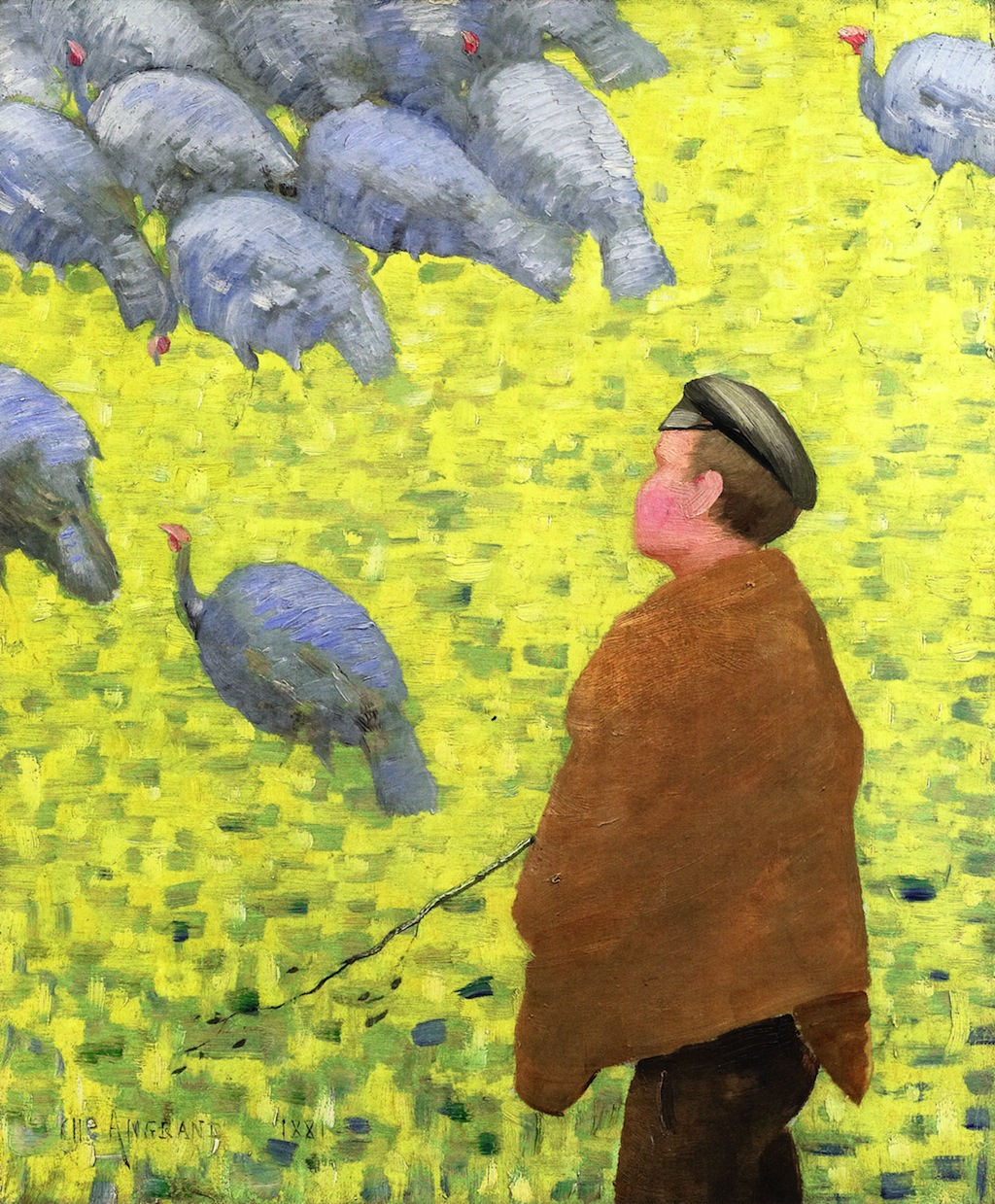
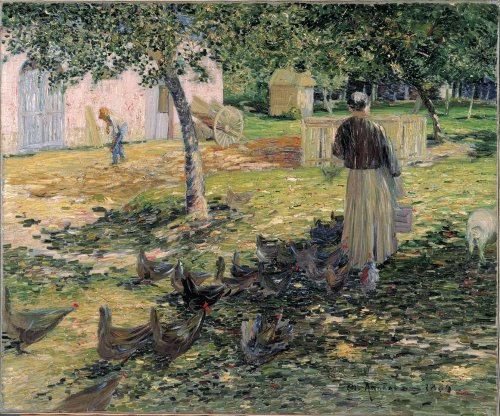
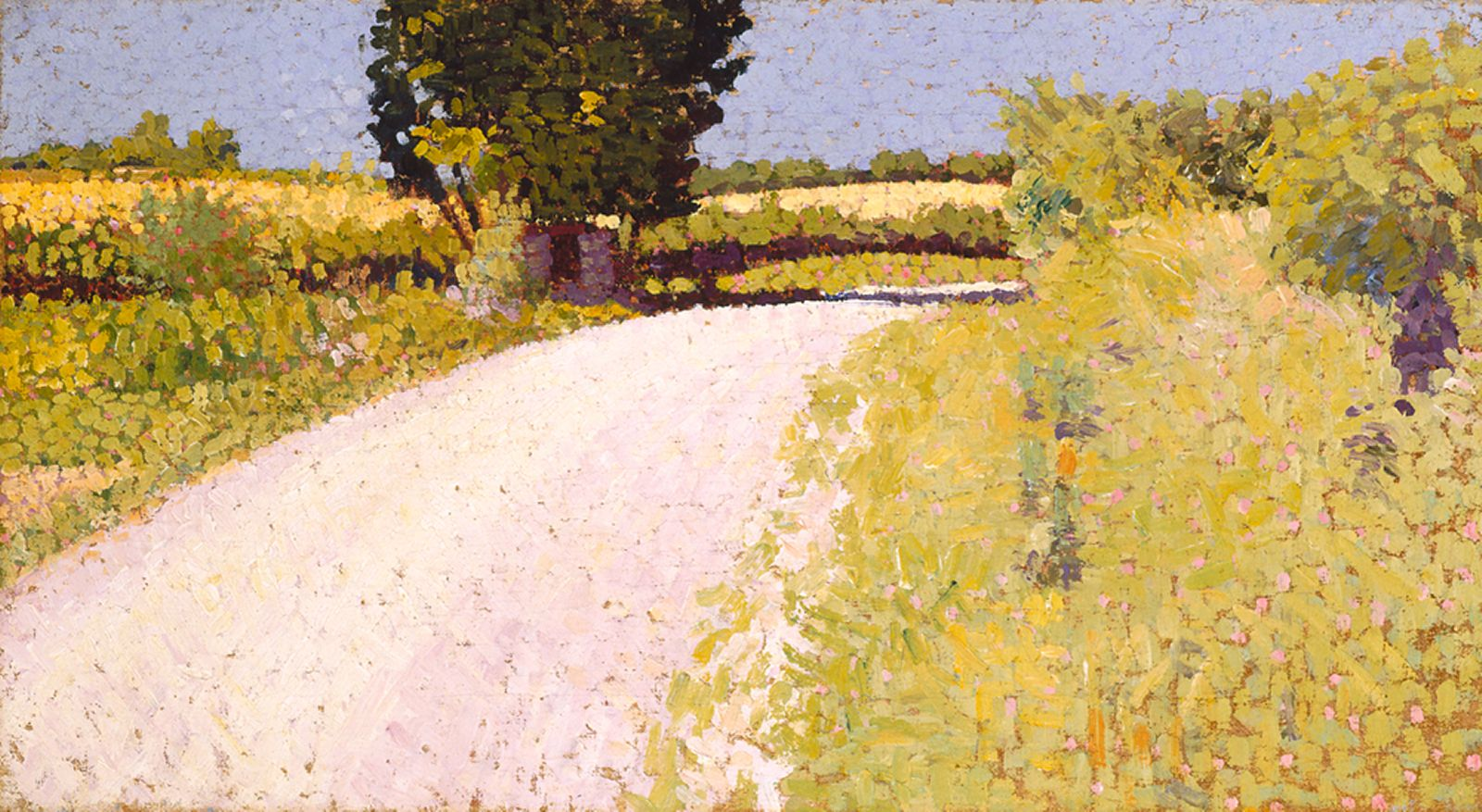
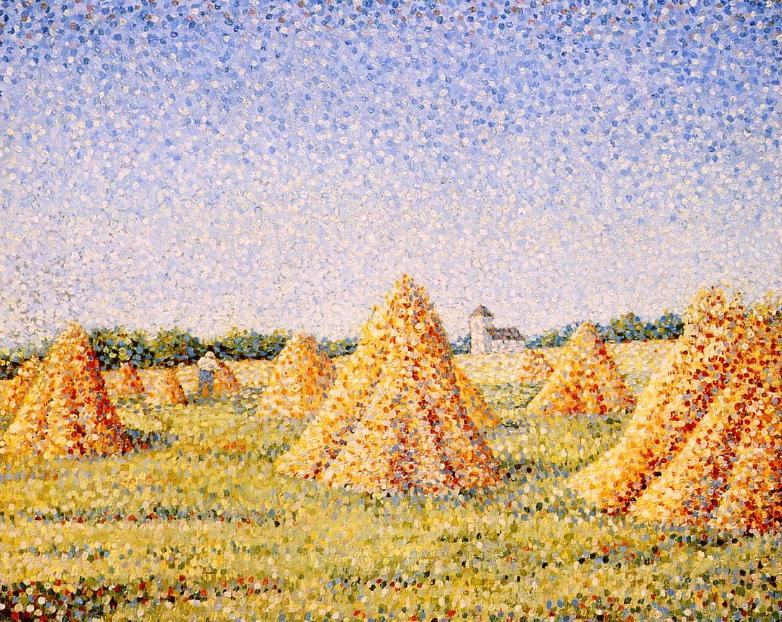
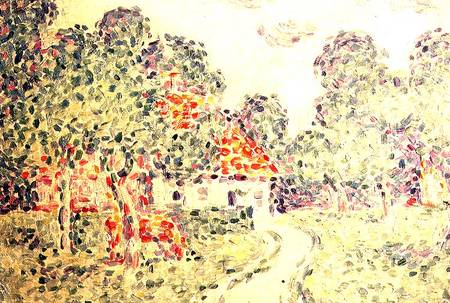
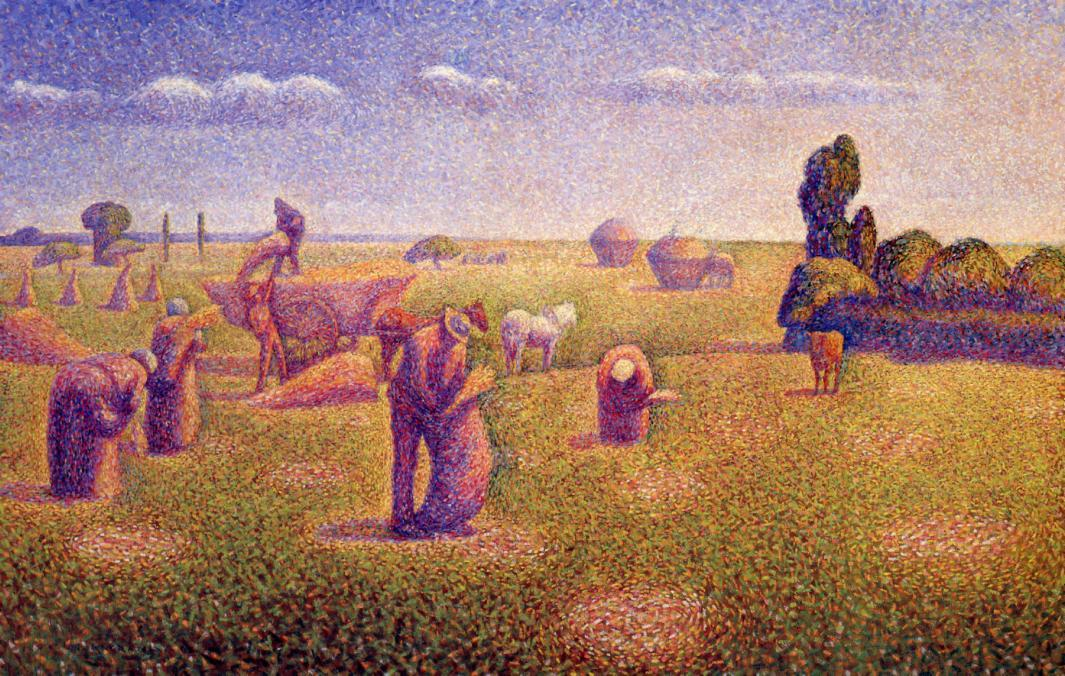
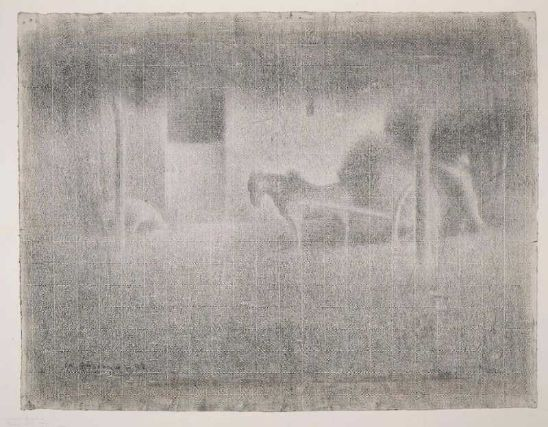
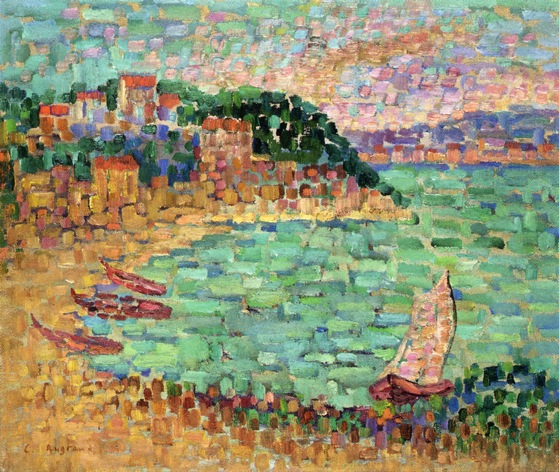
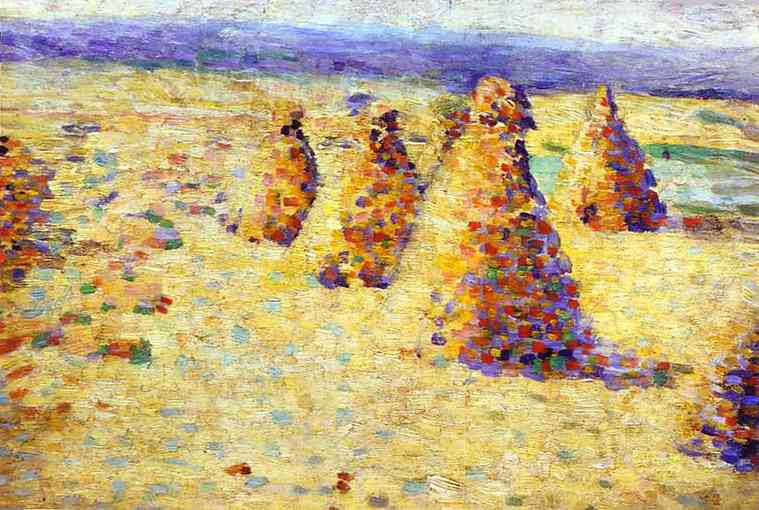
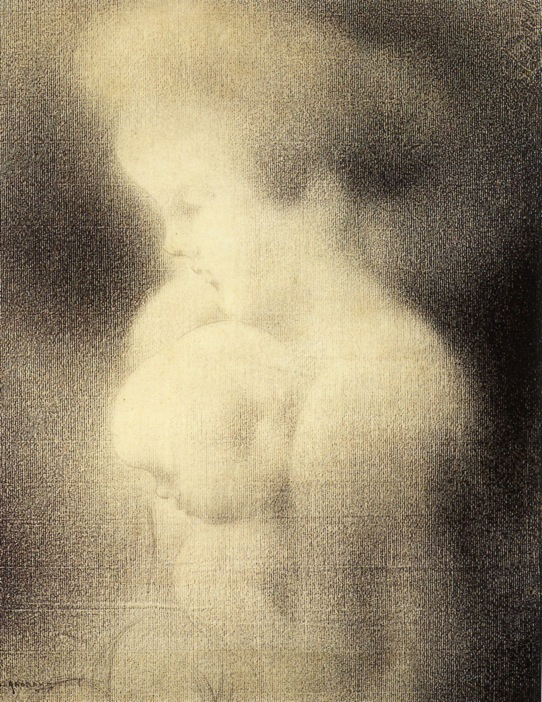
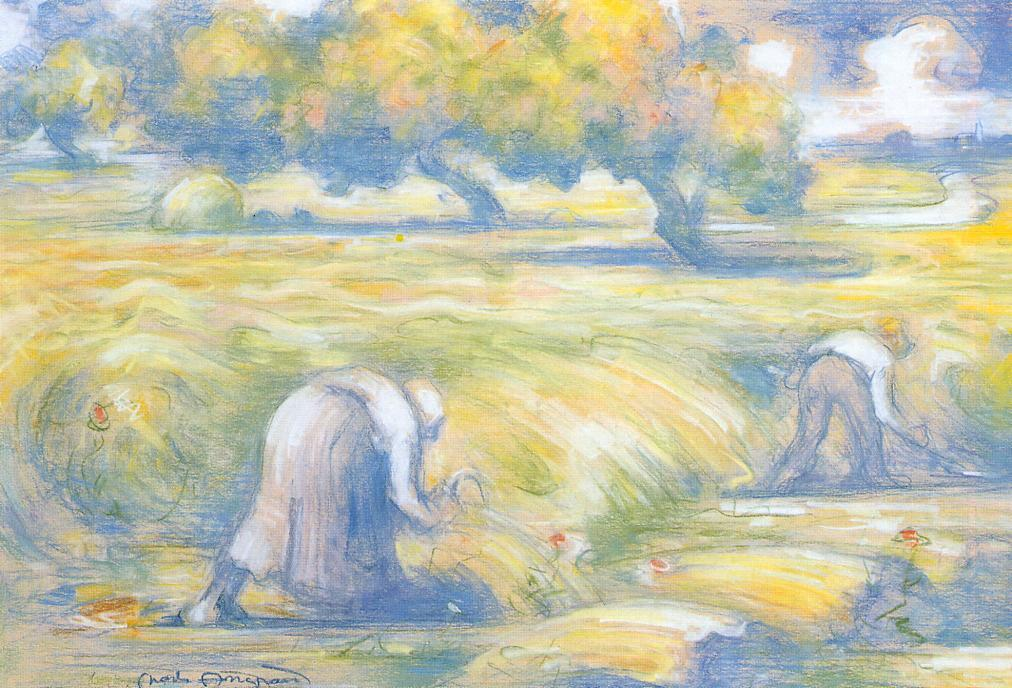